# Ludwig Theodor Choulant
Ludwig Theodor Choulant, född 18 juli 1827 i Dresden, död där 12 juli 1900, var en tysk arkitekt och konstnär.

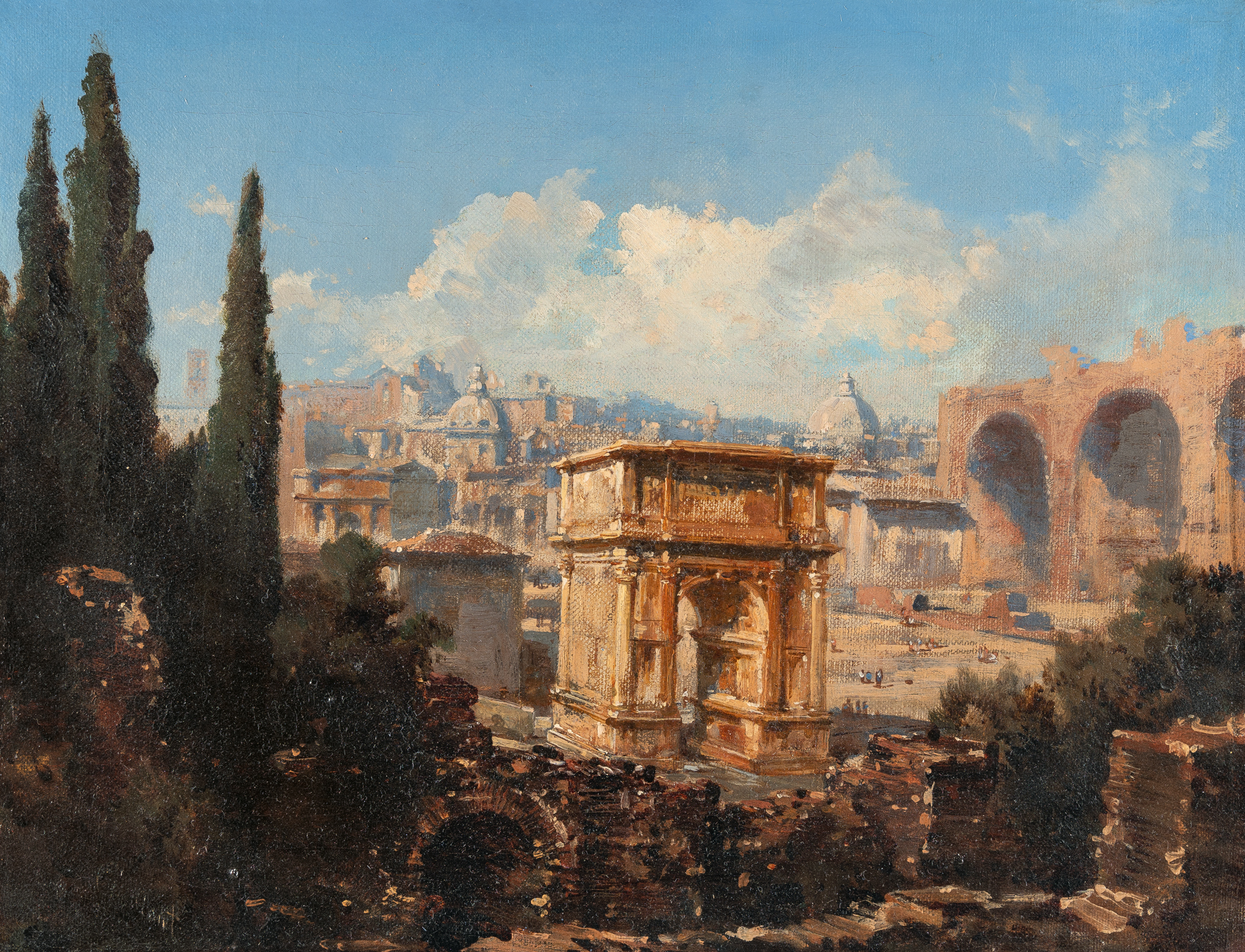
L. T. Chouland: Forum Romanum

Choulant var elev vid Polytechnikum och akademien i Dresden, där han blev lärjunge till Gottfried Semper. Hans första studieresa 1850-51 gick till Italien, varvid han besökte även Sicilien, samt reste på nytt dit och vistades 1858-61 i Rom, varefter han på hemresan studerade arkitekturen i Venedig och andra italienska städer.
Hemkommen ledde han uppförandet av kyrkan i Dresdens Neustadt, byggde diakonisskapellet, flera villor och boningshus samt målade arkitekturtavlor i olja och akvarell. Till hans förnämsta verk hör väggmålningar i vestibulen till hovteatern, vapensalen i kungliga slottet (sachsiska kungahusets åtta stamborgar) samt oljemålningar: Albrechtsburg vid Meissen, Tiberön, S. Anastasia i Verona, S. Angelo i Rom, motiv från Venedig m.m.